# Ute Meta Bauer

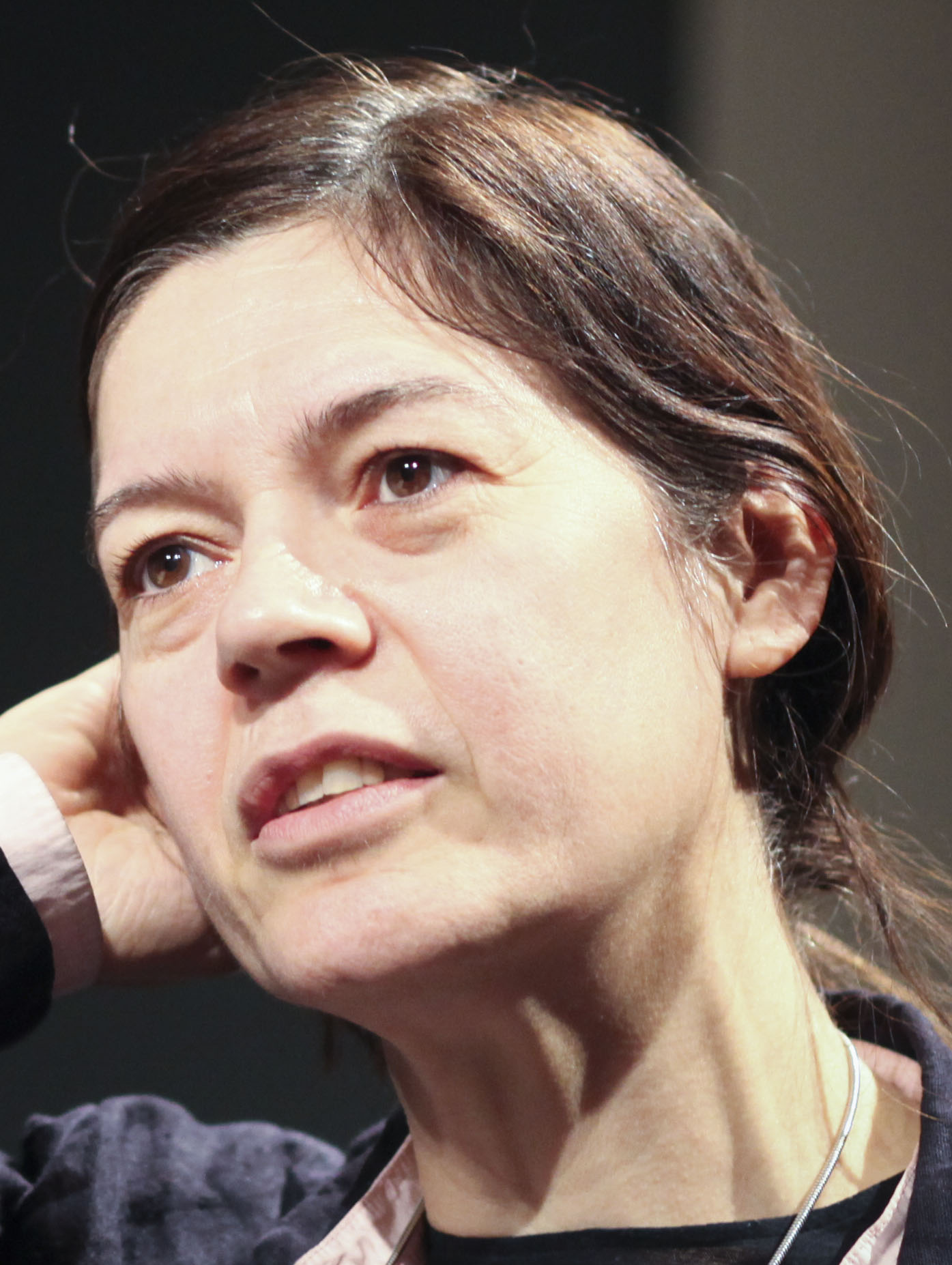
Ute Meta Bauer (2010)

Ute Meta Bauer (* 24. Mai 1958 in Stuttgart) ist eine deutsche Ausstellungskuratorin. Sie war Gründungsdirektorin des Centre for Contemporary Art in Singapur.

## Leben und Wirken
Ute Meta Bauer studierte von 1980 bis 1987 Visuelle Kommunikation, Bühnenbild und Kunsttheorie an der Hochschule für bildende Künste Hamburg. Seit 1985 arbeitet sie als selbständige Kuratorin und Herausgeberin von Publikationen in den Bereichen Gegenwartskunst und Kunstvermittlung, beispielsweise Education, Information, Entertainment, META und Verksted.
Als künstlerische Leiterin des Künstlerhauses Stuttgart war Bauer von 1990 bis 1994 für die Konzeption und Realisierung zahlreicher Ausstellungen und Vorträge zur internationalen zeitgenössischen Kunst verantwortlich und organisierte internationale Konferenzen. Von 1995 bis 1997 war sie im Künstlerischen Beirat der Wiener Generali Foundation und von 1996 bis 2006 Professorin für Theorie, Praxis und Vermittlung der Gegenwartskunst an der Akademie der bildenden Künste Wien.
Bei der 2002 durchgeführten Documenta11 war Bauer Co-Kuratorin im Team von Okwui Enwezor, danach Künstlerische Leiterin der 3. berlin biennale für zeitgenössische kunst (2003–04). Von 2002 bis 2005 war sie Gründungsdirektorin des Office for Contemporary Art Norway in Oslo sowie in dieser Zeit auch Kommissarin für den Nordischen Pavillon (Finnland, Norwegen und Schweden) für die 50. Biennale von  Venedig (2003) und für den Norwegischen Beitrag bei der 26. Biennale von São Paulo im Jahr 2004. Von 2005 bis 2013 war sie Professorin und Direktorin des Visual Arts Programs im Department of Architecture am Massachusetts Institute of Technology in Cambridge. 2013 wurde sie Gründungsdirektorin des Centre for Contemporary Art in Singapur.
Bauer lehrte als Gastprofessorin an verschiedenen europäischen Kunsthochschulen und hielt weltweit Vorträge und Workshops zur Gegenwartskunst. Schwerpunkte ihrer kuratorischen Arbeit liegen in der Auseinandersetzung mit Kunst, Architektur und Sound und deren Verschränkung mit feministischen und gesellschaftspolitischen Diskursen. Ute Meta Bauer ist Vorsitzende des Beirats für Bildende Kunst der Goethe-Institute und ist im wissenschaftlichen Beirat der Stiftung Bauhaus Dessau. Im Jahr 2008 war Ute Meta Bauer im Internationalen Beirat der 8. Yokohama Triennale in Japan. Im Jahr 2022 saß sie im Beirat der documenta fifteen in Kassel.

## Werke
- Ute Meta Bauer. Kuratorische Praxis. Interviews und Gespräche. Neuer Berliner Kunstverein; Verlag der Buchhandlung Walther König, Köln 2012, ISBN 978-3-86560-892-5.
- Ute Meta Bauer, Thomas D. Trummer (Hrsg.): AR – Artistic Research. Koenig Books, London 2013, ISBN 978-3-86335-387-2.